# Bistorta abbreviata
Bistorta abbreviata är en slideväxtart som beskrevs av Komarov. Bistorta abbreviata ingår i släktet ormrötter, och familjen slideväxter. Inga underarter finns listade i Catalogue of Life.